# Pelidnota planipennis
Pelidnota planipennis är en skalbaggsart som beskrevs av Bates 1888. Pelidnota planipennis ingår i släktet Pelidnota och familjen Rutelidae. Inga underarter finns listade i Catalogue of Life.